# Il 13
Il 13 è il tredicesimo album in studio del gruppo musicale italiano Banco del Mutuo Soccorso, pubblicato nel 1994 dalla EMI Italiana.

## Tracce
Musiche di Vittorio Nocenzi.
1. Dove non arrivano gli occhi – 1:44
2. Sirene – 4:01 (testo: Francesco Di Giacomo)
3. Sirene (parte II) – 0:54
4. Brivido – 6:52 (testo: Francesco Di Giacomo)
5. Guardami le spalle – 4:30 (testo: Vittorio Nocenzi, Francesco Di Giacomo)
6. Anche Dio – 3:37
7. Spudorata (pi-ppò) – 4:58 (testo: Francesco Di Giacomo)
8. Bambino – 5:06 (testo: Francesco Di Giacomo)
9. Tremila (rock prove) – 5:03 (testo: Vittorio Nocenzi, Francesco Di Giacomo)
10. Rimani fuori – 6:35 (testo: Vittorio Nocenzi, Francesco Di Giacomo)
11. Emiliano – 3:40
12. Mister Rabbit – 4:08 (testo: Vittorio Nocenzi, Beppe Cova, Francesco Di Giacomo)
13. Magari che (gargarismo) – 5:53 (testo: Francesco Di Giacomo)
14. Tirami una rete – 5:00 (testo: Francesco Di Giacomo)
15. Bisbigli – 1:40

## Formazione
Dove non arrivano gli occhi
- Vittorio Nocenzi - tastiere, minimoog

Sirene
- Francesco Di Giacomo - voce
- Vittorio Nocenzi - tastiere, minimoog, voce
- Max Smeraldi - chitarra
- Maurizio Masi - batteria
- Toni Armetta - basso Warwick
- Angela Fontana - cori
- Diana Torti - cori
- Franca Campoli - cori
- Cristina Rizzo - cori
- Monica Panico - cori
- Coro polifonico M. Terribili - accompagnamento vocale, cori

Sirene (parte II)
- Vittorio Nocenzi - tastiere
- Maurizio Masi - batteria
- Toni Armetta - basso Warwick
- Max Smeraldi - chitarra
- Coro polifonico M. Terribili - accompagnamento vocale, cori

Brivido
- Francesco Di Giacomo - voce
- Vittorio Nocenzi - tastiere, pianoforte elettrico, voce
- Rodolfo Maltese - chitarra acustica, chitarra elettrica solo
- Tiziano Ricci - basso
- Max Smeraldi - chitarra elettrica
- David Sabiu - batteria
- Roberto Sordi - cori
- Angela Fontana - cori
- Diana Torti - cori
- Franca Campoli - cori
- Cristina Rizzo - cori
- Monica Panico - cori
- Coro polifonico M. Terribili - cori

Guardami le spalle
- Vittorio Nocenzi - voce, tastiere, synth, organo Hammond
- Rodolfo Maltese - chitarra
- Pierluigi Calderoni - batteria
- Riccardo Ballerini - programmazione sequencer A/D Korg
- Coro polifonico M. Terribili - cori

Anche Dio
- Vittorio Nocenzi - tastiere
- Rodolfo Maltese - chitarra acustica
- Max Smeraldi - chitarra elettrica
- Paolo Sentinelli - campionamenti percussioni
- Mario Valerio Nocenzi - cori
- Coro polifonico M. Terribili - cori

Spudorata (pi-ppò)
- Francesco Di Giacomo - voce
- Vittorio Nocenzi - tastiere, piano acustico, voce
- Tiziano Ricci - basso, cori
- Max Smeraldi - chitarra
- David Sabiu - batteria, cori
- Rodolfo Maltese - cori
- Massimo Biagini - cori
- Alex Coppola - cori
- Paolo Sentinelli - cori
- Mirco Bezzi - cori
- Roberto Sordi - cori

Bambino
- Francesco Di Giacomo - voce
- Vittorio Nocenzi - tastiere, piano elettrico, minimoog, voce
- Rodolfo Maltese - chitarra acustica, cori
- Tiziano Ricci - basso
- Max Smeraldi - chitarra elettrica
- David Sabiu - batteria
- Roberto Sordi - coro

Tremila (rock prove)
- Vittorio Nocenzi - voce, tastiere, organo Hammond
- Tiziano Ricci - basso
- Max Smeraldi - chitarre
- Paolo Sentinelli - tastiere
- Maurizio Masi - batteria
- David Sabiu - cembalo

Rimani fuori
- Vittorio Nocenzi - voce, tastiere, piano acustico
- Rodolfo Maltese - chitarra acustica, chitarra elettrica
- Tiziano Ricci - basso
- David Sabiu - batteria
- Antonella Dini - cori

Emiliano
- Vittorio Nocenzi - piano acustico, tastiere, voce
- Rodolfo Maltese - chitarra acustica

Mister Rabbit
- Francesco Di Giacomo - voce
- Vittorio Nocenzi - tastiere, organo Hammond, voce
- Rodolfo Maltese - chitarra acustica
- Tiziano Ricci - basso
- Paolo Sentinelli - tastiere
- David Sabiu - batteria
- Max Smeraldi - chitarra elettrica
- Antonella Dini - cori
- Angela Fontana - cori
- Diana Torti - cori
- Franca Campoli - cori
- Cristina Rizzo - cori
- Monica Panico - cori
- Coro polifonico M. Terribili - cori

Magari che (gargarismo)
- Francesco Di Giacomo - voce
- Vittorio Nocenzi - tastiere, organo Hammond, minimoog, voce
- Rodolfo Maltese - chitarra elettrica
- Tiziano Ricci - basso
- Pierluigi Calderoni - batteria
- Paolo Sentinelli - tastiere

Tirami una rete
- Francesco Di Giacomo - voce
- Vittorio Nocenzi - piano acustico, tastiere, voce
- Rodolfo Maltese - chitarra acustica, chitarra solista, chitarra ritmica
- Max Smeraldi - chitarra acustica, chitarra ritmica
- Paolo Sentinelli - tastiere

Bisbigli
- Vittorio Nocenzi - piano acustico

Produzione
- Vittorio Nocenzi - produzione, arrangiamenti
- Beppe Cova - produttore esecutivo
- Paolo Sentinelli - co-arrangiamenti
- David Sabiu - co-arrangiamenti
- Registrato a La Torre Studio di Genzano (Roma)
- Mirco Bezzi - tecnico della registrazione
- Alfredo Morana - assistente tecnico della registrazione
- Spartero De Mattei - direzione tecnica
- Missato all'Heaven Studio di Rimini da Carlo Penta e Vittorio Nocenzi
- Sirene, Brivido, Mr. Rabbit e Magari che missati all'Imola Studio da Mirco Bezzi e Vittorio Nocenzi
- Antonio Baglio - master recording[1]